# Пащенковский сельский совет (Решетиловский район)
Пащенковский сельский совет (укр. Пащенківська сільська рада) — входит в состав
Решетиловского района
Полтавской области
Украины.
Административный центр сельского совета находится в 
с. Пащенки.

## Населённые пункты совета
- с. Пащенки
- с. Гольмановка
- с. Паськовка
- с. Яценки